# Pierre Mendès France
Pierre Isaac Isidore Mendès France (Paris, 11 de Janeiro de 1907 —  Paris, 18 de Outubro de 1982) foi um político francês.
Ocupou o cargo de primeiro-ministro da França, entre 18 de Junho de 1954 a 23 de Fevereiro de 1955.
Mendès France era descendente de uma família judaico-portuguesa sefardita (Mendes de França) que se viu obrigada a sair de Portugal depois do Massacre de Lisboa de 1506.

## Obras
- La république moderne (1962)